# Stazione di Hatanodai
La stazione di Hatanodai (旗の台駅?, Hatanodai-eki) è una stazione ferroviaria di interscambio di Tokyo che si trova a Shinagawa ed è servita dalle linee ● Ikegami e ● Ōimachi.

## Linee
Tōkyū Corporation
● Linea Tōkyū Ōimachi
● Linea Tōkyū Ikegami

## Struttura
La stazione è costituita da due sezioni per entrambe le linee, che qui si incrociano: due binari passanti su viadotto per la linea Ōimachi, e quattro passanti in superficie per la linea Ikegami.
| 1   | ● Linea Tōkyū Ikegami |  | per Yukigaya-Ōtsuka, Ikegami e Kamata                  |
| 2   | ● Linea Tōkyū Ikegami |  | per Gotanda                                            |
| 3-4 | ● Linea Ōimachi       |  | per Ōokayama, Jiyūgaoka, Futako-Tamagawa e Mizonokuchi |
| 5-6 | ● Linea Ōimachi       |  | per Ōimachi                                            |

## Stazioni adiacenti
| «                   | Servizio            | »                   |
| Linea Tōkyū Ōimachi | Linea Tōkyū Ōimachi | Linea Tōkyū Ōimachi |
| ------------------- | ------------------- | ------------------- |
| Ebaramachi          | Locale (A/B)        | Kita-Senzoku        |
| Ōimachi             | Espresso            | Ōokayama            |
| Linea Tōkyū Ikegami |                     |                     |
| Ebara-Nakanobu      | Locale              | Nagahara            |